# William Thornton
William Thornton (Jost Van Dyke, 20 de mayo de 1759 - 28 de marzo de 1828) fue un médico, inventor, pintor y arquitecto de Estados Unidos.

## Biografía
Nació en las Islas Vírgenes donde su familia tenía una hacienda de azúcar. Con cinco años regresó para formarse en Reino Unido, para más tarde ingresar en la Universidad de Edimburgo en 1781. Dos años después estaba en Londres, para perfeccionarse en la carrera de Medicina, pero también comenzó a frecuentar las conferencias en la Royal Academy of Arts. En 1784 terminó sus estudios médicos en la Universidad de Aberdeen.
En 1786 marchó a Estados Unidos, donde se uniría a la lucha abolicionista. En 1789, tras practicar durante un tiempo la medicina, ganó un concurso para el proyecto de la Biblioteca de Filadelfia (Library Company of Philadelphia), que con el tiempo sería el primer edificio de estilo neoclásico levantado en la ciudad. En 1790 se casó con Anne Marie Brodeau.

## Capitolio de los Estados Unidos

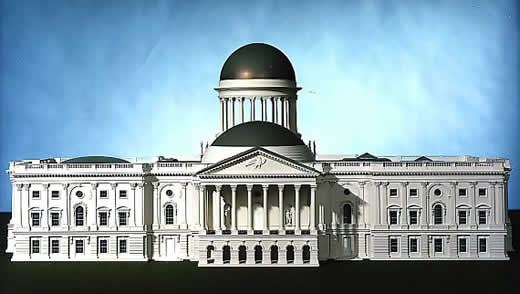
Diseño primero del Capitolio, obra de Thornton.

Su obra más conocida fue el primer proyecto del Capitolio de los Estados Unidos, en Washington D. C.